# Жули Маро
Жули Маро (на френски: Julie Maroh) е френска илюстраторка и писателка на бестселъри в жанра комикс и графичен любовен роман.

## Биография и творчество
Жули Маро е родена през 1985 г. в Ланс, Франция. Получава бакалавърска степен по приложни изкуства от Колежа по приложни изкуства и текстил в Рубе. Продължава обучението си в Брюксел, където живее осем години, и получава магистърска степен по визуални изкуства – специалност комикс от Института Сейнт-Люк и по литография и гравиране от Кралската академия за изкуства. В периода 2008 – 2010 г. прави комикси под псевдонима Джу (Djou).
Започва да пише и да илюстрира първия си графичен роман когато е на 19 години и го създава в продължение на пет години. Графичният ѝ роман „Синият е най-топлият цвят“ (Blue Is the Warmest Color) е публикуван през 2010 г. В него се разказва за живота и страстната любов на двете млади лесбийки Адел и Ема. Книгата получава награда на Международния фестивал на комикса в Ангулем. През 2013 г. е екранизирана в много успешния филм „Животът на Адел“ с участието на Адел Ексаршопулос и Леа Сейду. В България е представен под англоезичното си заглавие „Синият е най-топлият цвят“. Той е носител на наградата „Златна палма“ на фестивала в Кан през 2013 г.
Жули Маро живее в Ангулем. Определя се като трансджендър човек с небинарен пол.

## Произведения

### Графични романи
- Blue Is the Warmest Color (2010)
- Skandalon (2013)
- City & Gender (2014)

### Екранизации
- 2013 „Синият е най-топлият цвят“ (La vie d'Adèle)
- 2014 La vie d'Adèle: Deleted Scenes